# EOn
eOn (англ. eon — вечность) — проект добровольных вычислений, построенный на платформе BOINC. Целью проекта является моделирование эволюции молекулярных процессов (химические реакции, диффузия) с использованием метода Монте-Карло, вызывающее интерес в теоретической химии, физике конденсированного состояния и материаловедении. По сравнению с колебаниями атомов кристаллической решётки рассматриваемые процессы являются достаточно редкими (встречаются на несколько порядков реже), поэтому прямое моделирование, отслеживающее каждое движение атома, потребовало бы несколько тысяч лет вычислительного времени. На платформе BOINC вычисления в рамках проекта стартовали в сентябре 2010 года . Проект поддерживается  исследовательской группой Хенкельмана (англ. Henkelman Research Group)  из Техасского университета в Остине.

## Научные достижения
Одним из ожидаемых результатов проекта является синтез новых катализаторов.